# Окно 10/40
Окно 10/40 — термин придуман христианским миссионером Луисом Бушем в 1990 году, чтобы обозначить те регионы восточного полушария, а также европейской и африканской части западного полушария, расположенные между 10 и 40 градусами к северу от экватора, которые в 1990 году якобы имели самый высокий уровень социально-экономических проблем и наименьший на планете доступ к христианской проповеди и христианским ресурсам.

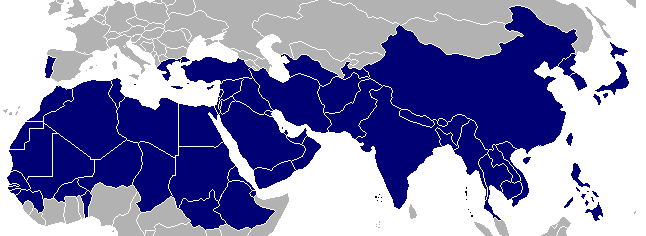
«Окно 10/40»

Концепция «Окно 10/40» подчеркивает эти три важных элемента: площадь с большой бедностью и низким качеством жизни, в сочетании с отсутствием доступа к христианским ресурсам. Окно образует группу, охватывающую Сахару и Северную Африку, а также почти всю Азию (Западная Азия, Центральная Азия, Южная Азия, Восточная Азия и большая часть Юго-Восточной Азии). Примерно две трети мирового населения живёт в «Окне 10/40». Население «Окна 10/40» преимущественно мусульмане, индуисты, буддисты, анимисты, иудеи или атеисты. Многие правительства в «Окне 10/40» формально или неформально против любого вида христианской проповеди в пределах своих границ.

## Происхождение термина
Как отметил Луи Буш на конференции 1989 года «Лозанна II» в Маниле, этот регион мира был ранее известен христианам как «пояс устойчивости». В 1990 году исследование Луи привело к встрече с разработчиком первой ГИС для персонального компьютера. Они проанализировали регион, используя окно между 10 и 40 градусами северной широты и назвал это «10/40 Бокс». Через несколько недель, жена Луи Дорис порекомендовала переименовать его в «Окно 10/40», заявив, что этот регион должен рассматриваться как окно возможностей. Многие миссиологи предпочитают использовать фразу «Регион окна 10/40».
Прежде чем получить название «пояс устойчивости», исламские части этого региона, а также отдельные районы не охваченные буддизмом и индуизмом, назывались Самуэлем Зимером «Незанятыми полями», в его книге с там же названием названием, опубликованной в 1911 году.

## Аналитика
Оригинальный ГИС анализ «Окна 10/40» в 1990 году показал несколько своеобразных идей о проживающих на территории окна народах (по состоянию на дату исследования):
- 82 % самых бедных в мире людей (ВНП на душу населения менее 500 долларов в год);
- 84 % всех людей с низким качеством жизни (продолжительность жизни, детская смертность, и грамотности);
- центр всех не христианских религий мира (ислам, буддизм, индуизм и др.);
- почти 100 % наиболее бедных и имеющих наименьший доступ к христианским ресурсам;
- наименьший уровень распространения христианской проповеди.

В ГИС анализе используются данные государственного уровня из Всемирного альманаха трудоустройства (трудовой занятости), Всемирной Христианской энциклопедии и Всемирной книги фактов.

### Государства в «Окне 10/40»
«Окно 10/40» первоначально охватывало следующие страны. Расширенный список, включая некоторые важные близлежащие страны, предложенные проектом Джошуа:
- Афганистан
- Алжир
- Бахрейн
- Бангладеш
- Бенин
- Бутан
- Буркина-Фасо
- Камбоджа
- Чад
- Китай
- Кипр
- Джибути
- Египет
- Эритрея
- Гамбия
- Греция
- Гвинея
- Гвинея-Бисау
- Индия
- Иран
- Ирак
- Израиль (в том числе оккупированная территория)
- Япония
- Иордания
- Северная Корея
- Южная Корея
- Кувейт
- Лаос
- Ливан
- Ливия
- Мали
- Мальта
- Мавритания
- Марокко
- Мьянма
- Непал
- Нигер
- Оман
- Пакистан
- Филиппины
- Португалия
- Катар
- Саудовская Аравия
- Сенегал
- Судан
- Сирия
- Тайвань
- Таджикистан
- Таиланд
- Тунис
- Турция
- Туркменистан
- Объединенные Арабские Эмираты
- Вьетнам
- Западная Сахара
- Йемен